# جواز سفر ليتواني
جواز السفر الليتواني هو وثيقة السفر الرسمية، التي تصدر لمواطني ليتوانيا لتسهيل السفر خارج ليتوانيا ويعتبر أيضا دليل على الجنسية الليتوانية. كل مواطن ليتواني هو أيضا مواطن في الاتحاد الأوروبي. جواز السفر، بالإضافة إلى بطاقة الهوية الوطنية يسمح بحرية التنقل والإقامة في أي من دول الاتحاد الأوروبي والمنطقة الاقتصادية الأوروبية.

## متطلبات التأشيرة
اعتبارًا من 13 أبريل 2021 كان المواطنون الليتوانيون يتمتعون بدخول 183 دولة وإقليم بدون تأشيرة أو تأشيرة عند الوصول، مما أدى إلى تصنيف جواز السفر الليتواني في المرتبة العاشرة من حيث حرية السفر وفقًا لمؤشر هينلي لجوازات السفر.

## المعرض

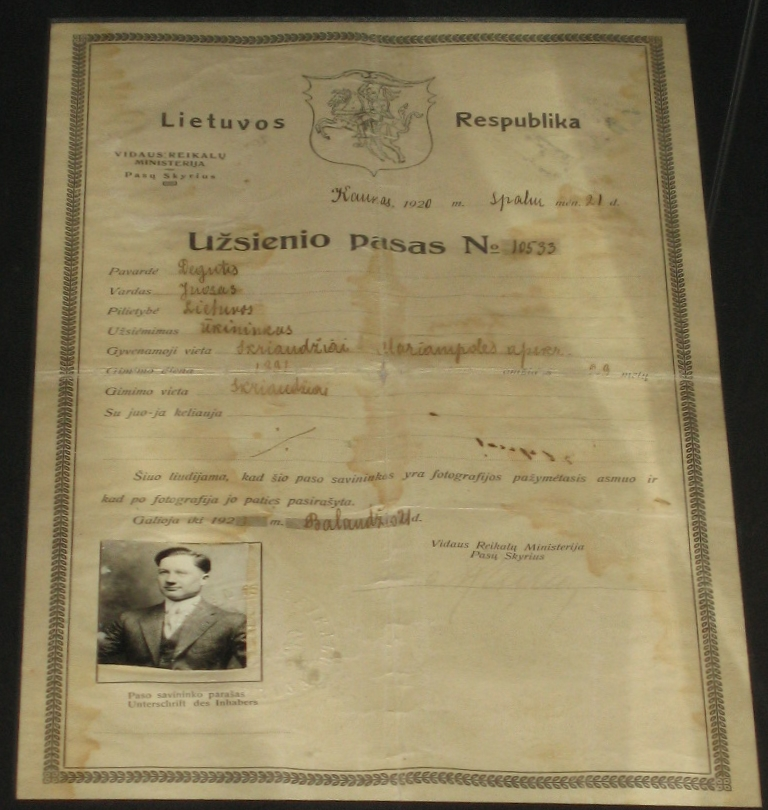
جواز سفر ليتواني صادر عام 1920
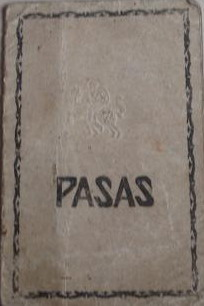
جواز سفر ليتواني صادر عام 1940
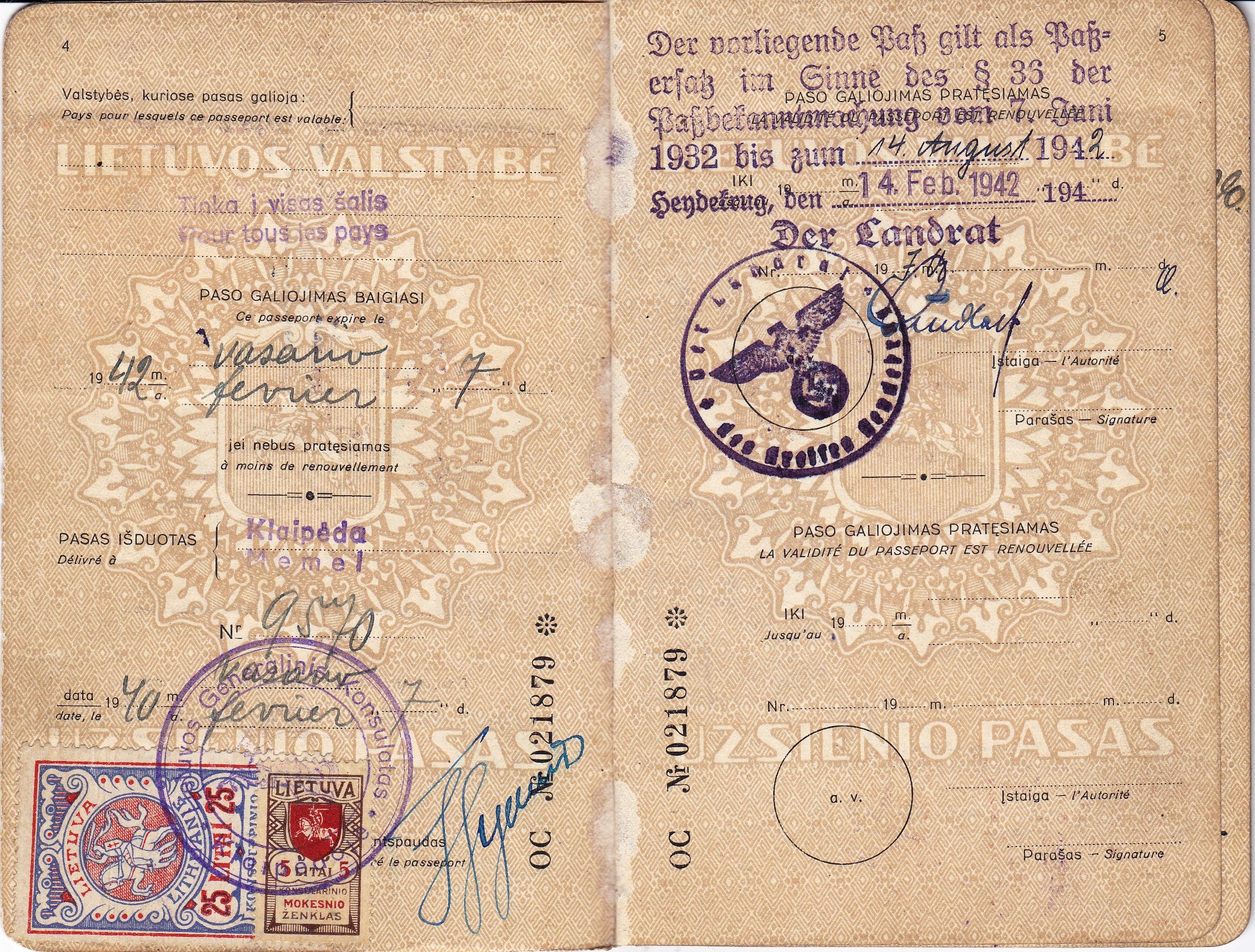
1940 جواز سفر قنصلي ليتواني أصدر في ميميل
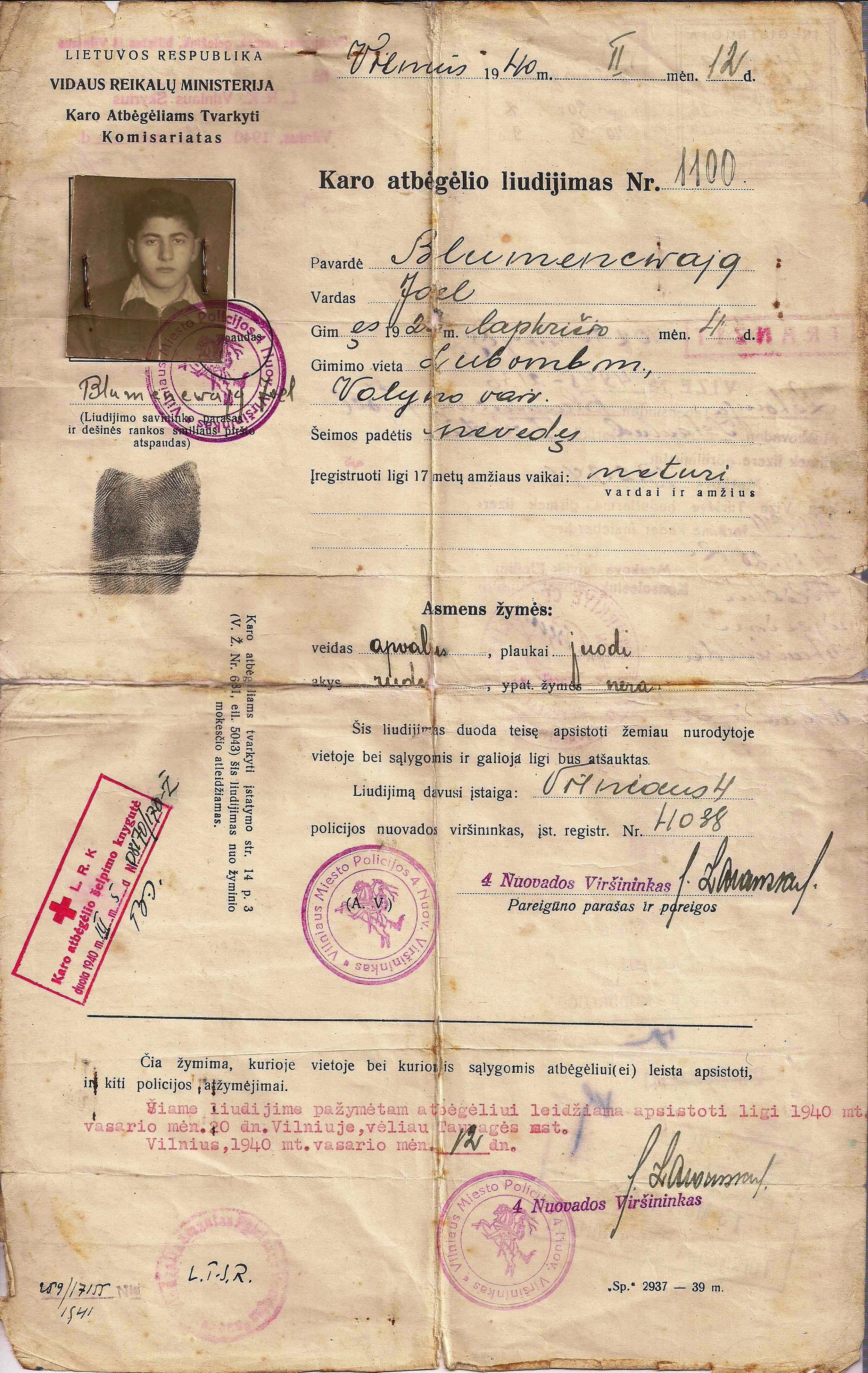
وثيقة سفر طارئة للاجئين من ليتوانيا عام 1940 استخدمها حاملها اليهودي للهروب إلى فلسطين الانتدابية
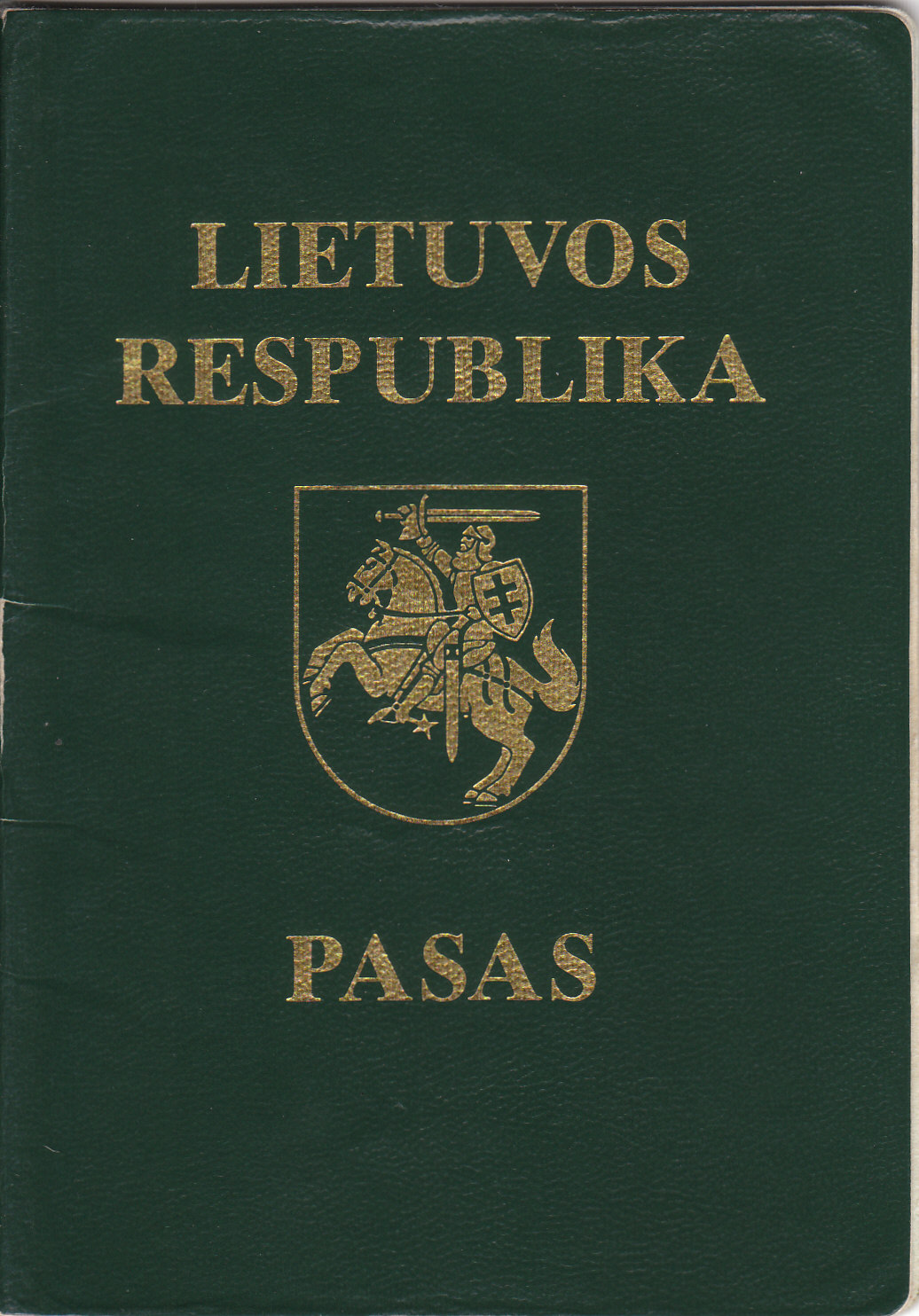
جواز سفر ليتواني 1992-2002
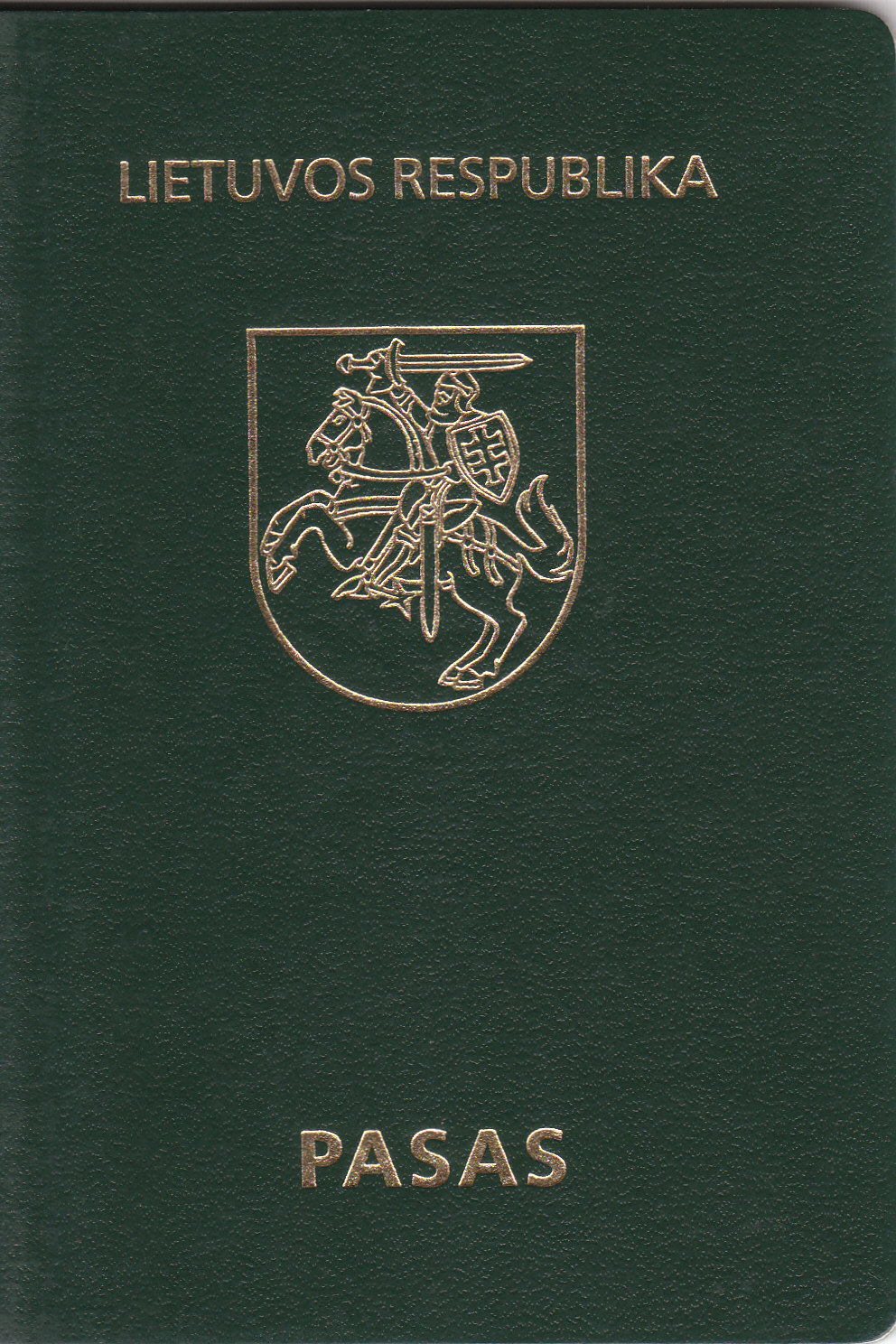
جواز سفر ليتواني 2003-2006
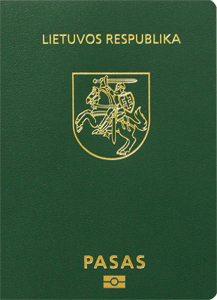
جواز سفر إلكتروني ليتواني 2006-2007

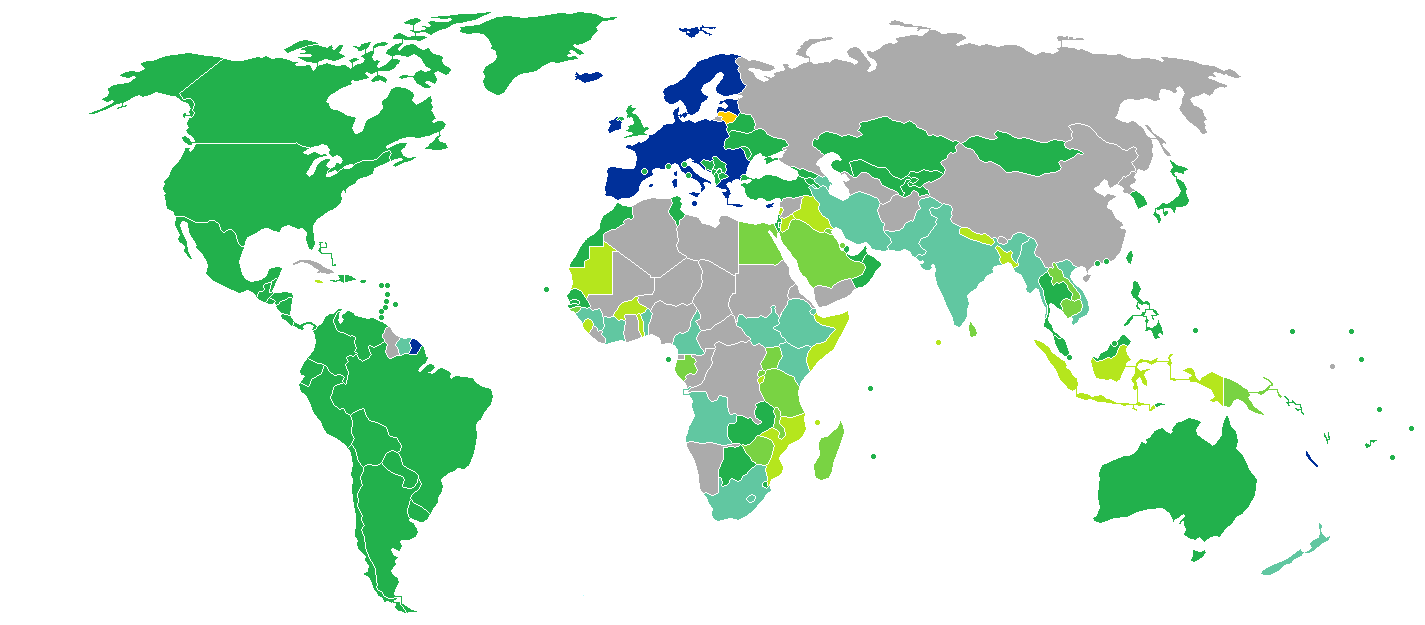
البلدان والأقاليم التي لا تفرض تأشيرة أو تطلب تأشيرة دخول عند الوصول للجهة، لحاملي جوازات السفر اليتوانية العادية.

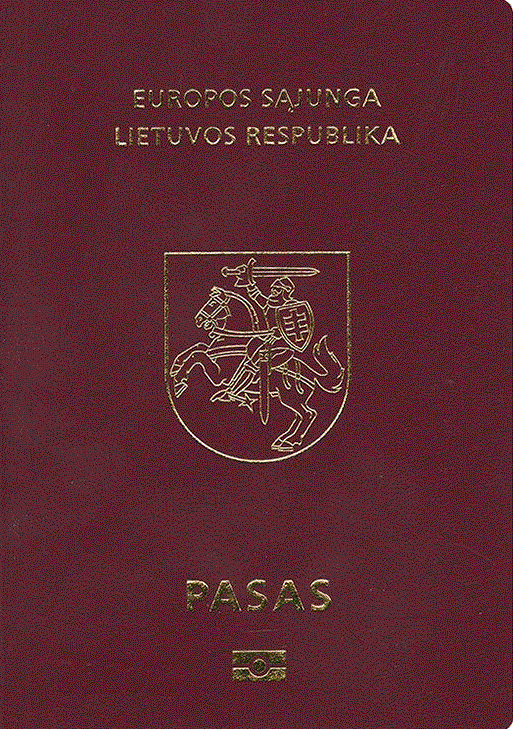
جواز سفر إلكتروني ليتواني 2019-2008
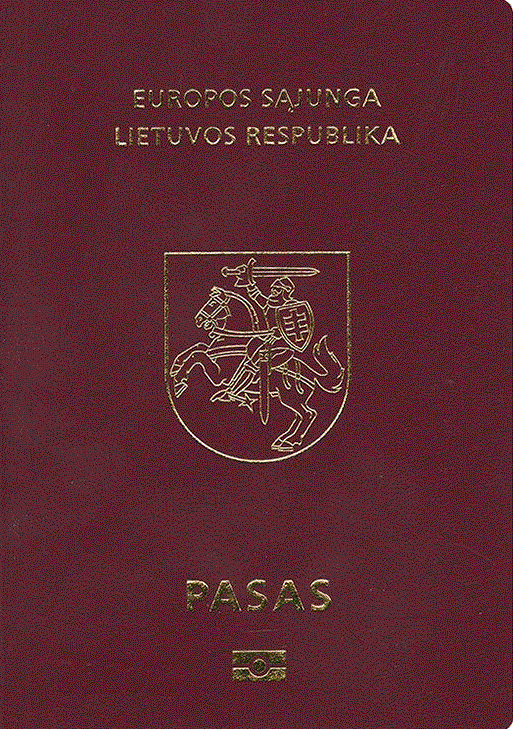
جواز سفر إلكتروني ليتواني منذ 2019